# Macropoliana ferax
Macropoliana ferax är en fjärilsart som beskrevs av Rothschild och Jordan 1916. Macropoliana ferax ingår i släktet Macropoliana och familjen svärmare. Inga underarter finns listade i Catalogue of Life.